# Fauvismo
O fauvismo ou fovismo (do francês fauvisme, oriundo de les fauves, "as feras", como foram chamados os não seguidores do cânone impressionista, vigente à época) é uma corrente artística do início do século XX, que se desenvolveu de 1905 até a segunda metade de 1907.

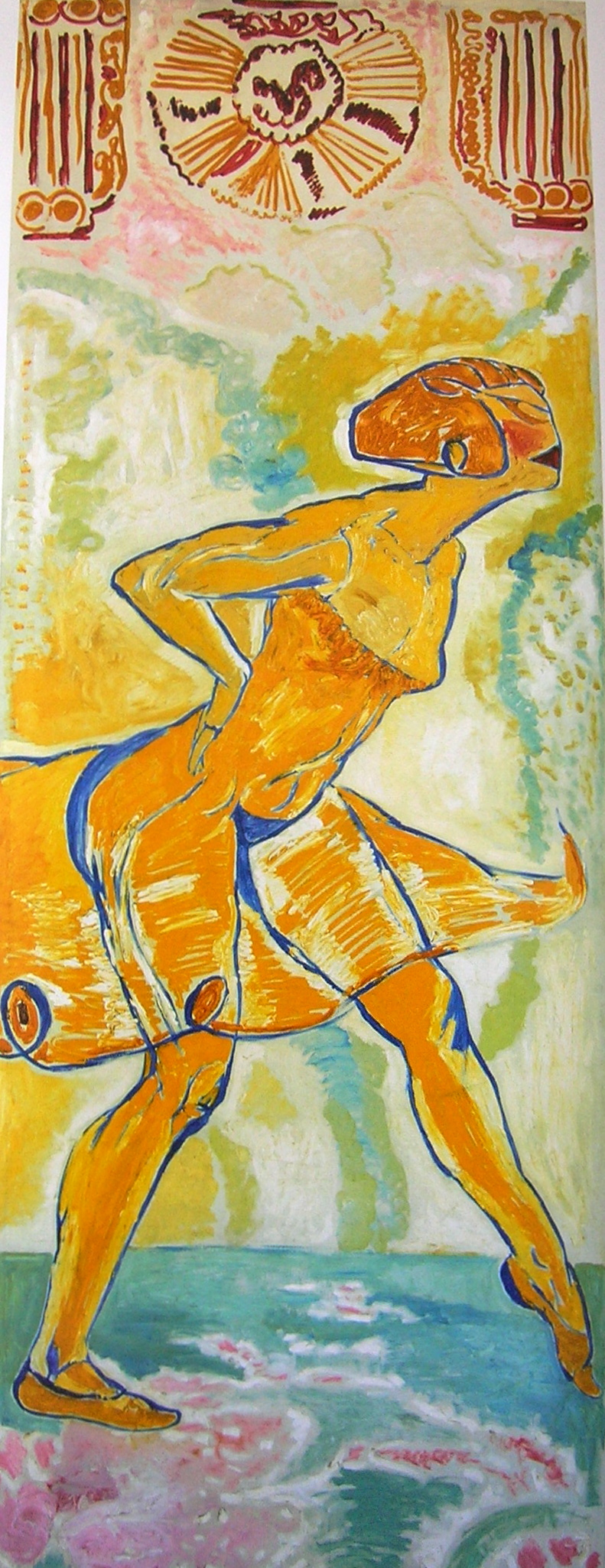
La Danseuse jaune (1912) de Alexis Mérodack-Jeanneau (1873-1919). Musée des Beaux-Arts d'Angers.

O estilo começou em 1901 mas só foi denominado e reconhecido como um movimento artístico em 1905. Segundo Henri Matisse, em "Notes d'un Peintre", pretendia-se com o fauvismo "uma arte do equilíbrio, da pureza e da serenidade, destituída de temas perturbadores ou deprimentes".

## História

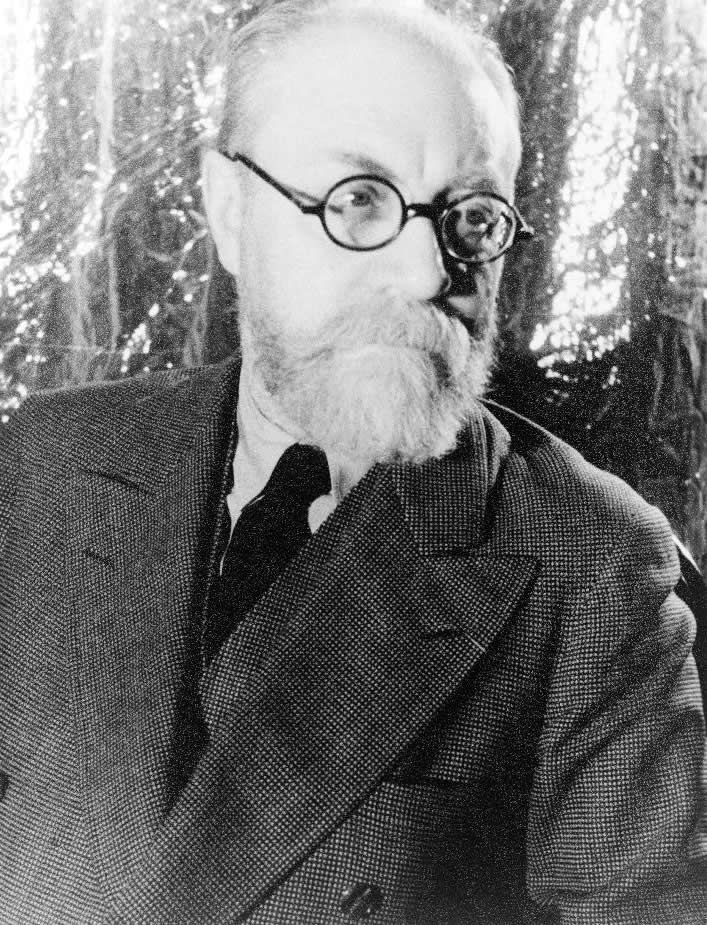
Retrato de Matisse, expoente do fauvismo, em 20 de maio de 1933.

Este grupo de pintores utilizava nos seus quadros cores violentas, de forma arbitrária. A denominação do movimento deve-se ao crítico conservador Louis Vauxcelles, que, no Salão de Outono de 1905, em Paris, comparou-os a feras (fauves). Havia ali uma escultura acadêmica representando um menino, rodeada de pinturas neste novo estilo, que o levou a dizer que aquilo lhe lembrava "um Donatello entre as feras". Tal denominação, inicialmente de caráter depreciativo, acabou por se fixar e passou designar o movimento.
O campo da criação artística é atingido fortemente pela Revolução Industrial. As mudanças são tão rápidas que seria impossível adotar os cânones artísticos anteriores. Neste meio não é mais permitido o estudo profundo, é preciso ingressar na corrida artística. As amarras criadas por normas sagradas buscam agora um novo propósito: pintar as sensações que despertam o estado de espírito no livre curso dos impulsos interiores. Muitas vezes o aprendizado é questionado. É a época da glorificação do instinto. O meio artístico gira em torno de um novo mundo. Está em ebulição. Multiplicam-se novos temas a respeito da arte, surgem novos comerciantes de quadros, críticos e exposições particulares. O artista possui, diante de si, cada vez mais informações em razão das mudanças e dos acontecimentos de sua época.
Os pintores fauvistas foram influenciados por: Van Gogh, através de seu emocionalismo e ardor passional no uso das cores, e por Gauguin, com seu primitivismo e visão sintética da natureza. A nova estética obedece aos impulsos instintivos ou as sensações vitais. Criar desobedecendo a uma ordem intelectual, onde as linhas e as cores devem jorrar no mesmo estado de pureza das crianças e selvagens, afrontando os cânones tradicionais da pintura. Evitam a ilusão da tridimensionalidade. A tela se apresentava plana, fornecendo apenas comprimento e largura. Basearam-se na força dos matizes saídos das bisnagas de tinta. 
A realidade era deformada com a finalidade de produzir o estado de espírito do artista diante do espetáculo oferecido pela natureza em movimento (reflexos dos tons vivos sobre a água e galhos retorcidos). A nova geração de artistas buscava recomeçar sem se preocupar com a composição. Na ânsia de pintar o estado de graça, muitas vezes aplicava-se a tinta diretamente na tela, onde os vermelhos, os amarelos, os verdes uivavam e antecipavam o gosto moderno pela cor pura. Era o novo espírito de síntese, que deixava para segundo plano o desenho e a forma. Os elementos formais tornaram-se deformadores e criavam contrastes ou harmonia de coloridos inexistentes no mundo visível. Não se deixaram escravizar pelos aspectos visuais da realidade e do naturalismo. A nova arte surgiu como verdadeira libertação da realidade objetiva e foi construída pelas sensações visuais impulsivas dos artistas.

## Características da pintura
O fauvismo tem como características marcantes:
- A simplificação das formas e utilização maciça de cores puras;
- A pouca, ou nenhuma, gradação entre os matizes;
- As pinceladas, largas e definitivas, que continham espontânea gestualidade;
- A utilização da cor na delimitação dos planos e na sensação de profundidade;
- A escolha dos matizes sem relação com a realidade;
- O movimento rítmico sugerido pelas linhas, texturas e pela continuidade dos elementos desenhados;
- Impulsividade e experimentação, em vez de exaustivos estudos preparatórios;
- Temas quotidianos que retratavam emoções e a alegria de viver;
- A tradução de sensações elementares, no mesmo estado de graça das crianças e dos selvagens;

## Principais artistas do movimento
- Albert Marquet
- Andre Derain
- George Rouault
- Henri Matisse
- Jean Puy
- Kees Van Dongen
- Maurice de Vlaminck
- Raoul Dufy
- Paul Cézanne